# Viléma Meistera léta tovaryšská
Viléma Meistera léta tovaryšská aneb Odříkání (Wilhelm Meisters Wanderjahre, oder Die Entsagenden) je čtvrtý román německého básníka, dramatika a prozaika Johanna Wolfganga Goetha a volné pokračování jeho románu Viléma Meistera léta učednická (1795–1796). Ačkoli dílo bylo započato již během 90. let 18. století, první vydání se objevilo až roku 1821, a druhé, podstatně přepracované, v roce 1829.

## Vznik a charakteristika románu
Vilém Meister patří společně s Faustem k celoživotním Goethovým tématům. Již v letech 1777-1786 vznikl fragment Viléma Meistera divadelní poslání (Wilhelm Meisters theatralische Sendung),který popisuje snahu jedince osvobodit se z omezeného měšťanského prostředí a najít vnitřní naplnění a společenskou užitečnost v divadelní dráze.

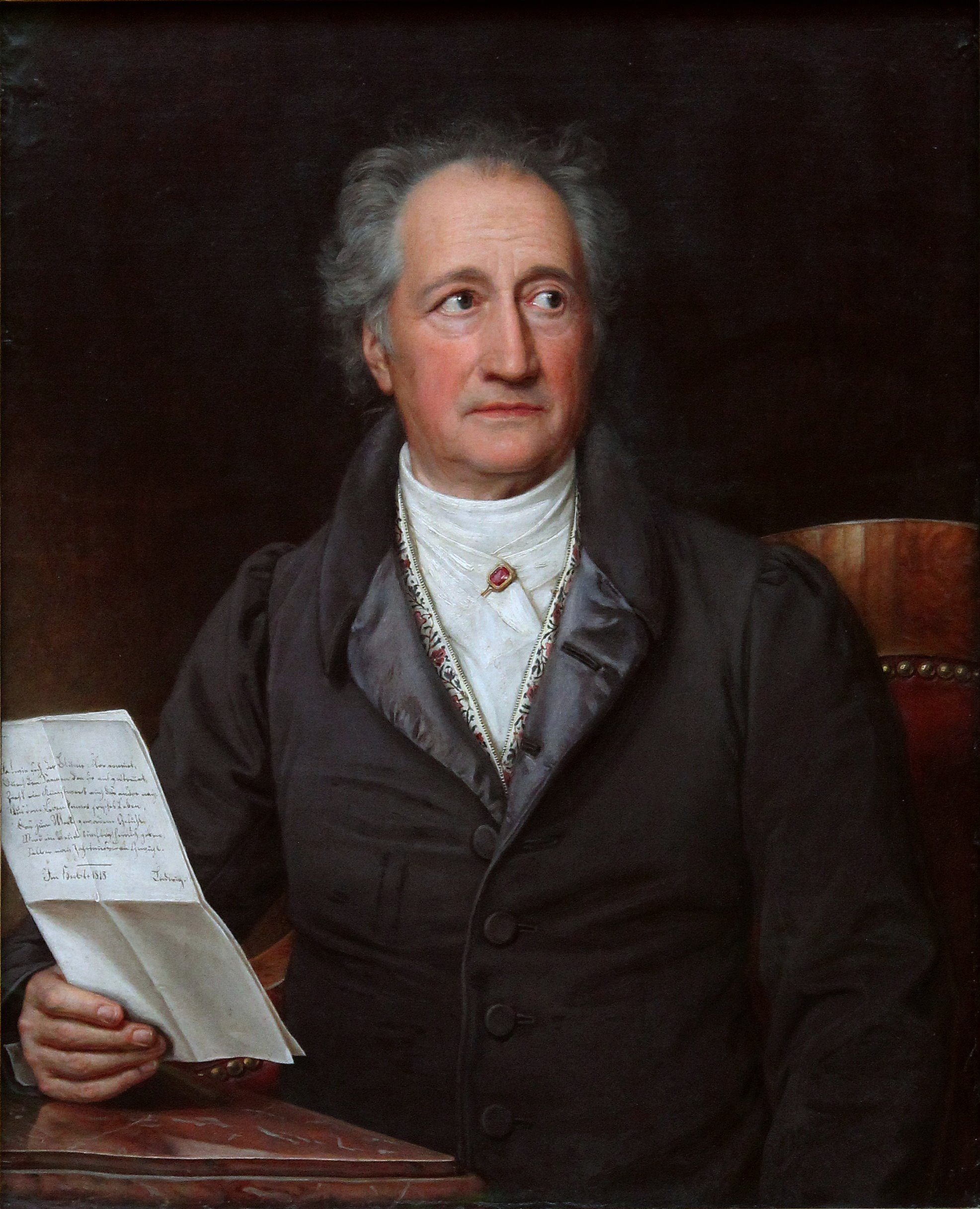
Portrét Goetheho z roku 1728 od Josepha Karla Stielera

Přepracováním a zásadním myšlenkovým rozšířením tohoto raného díla vznikl román Viléma Meistera léta učednická, ve kterém Goethe překonal svou iluzi, že plného rozvoje lidské osobnosti lze dosáhnout pouze uměleckou existencí, která není vázána umrtvujícími společenskými konvencemi. Vilém Meister poznává neúčinnost této existence a dospívá k aktivní účasti na společenském životě, čímž jeho učednická léta končí. Nekončí tím však Vilémův vývoj. Po letech učednických následují léta tovaryšská (vandrovní) a nakonec mistrovská, která však Goethe již nestihl napsat a svůj umělecký záměr se mu tak nepodařilo dokončit.
První verze románu Viléma Meistera léta tovaryšská aneb Odříkání z roku 1821 byla jakýmsi cyklem novel s rámcovým dějem. Byla velmi chladně přijata a Goethe se cítil nepochopen. Rozhodl se proto dílo přepracovat, přičemž důvodem k tomu byly také velké společenské změny ve 20. letech 19. století, které s sebou přinášela rychle stoupající industrializace. Zrod moderní průmyslové společnosti byl pochopitelně doprovázen novými myšlenkami plynoucími například z názorů J. J. Rousseaua nebo francouzských utopických socialistů Saint-Simona a Fouriera. V druhé verzi románu z roku 1929 tak nalézáme nejen stati pedagogické, ale i Goethovy názory na úlohu umění a jeho kritiku ateistického myšlení, který se šířilo Evropou po Velké francouzské revoluci.
Po formální stránce tvoří dílo útvar zcela specifický. Hlavní děj je často přerušovaný povídkami a novelami, které jsou propleteny s prvky románu v dopisech, deníkovými záznamy, aforismy, básněmi a autorskými komentáři zdánlivě s vlastním dějem nesouvisejícími. Ve vyprávění postupně převládá utopický prvek a román se díky rozpadu své formy mění v traktát.

## Obsah románu
Obsahem románu je Vilémovo tovaryšské putování uložené mu tajnou Společností věže, od které na konci svých učednických let obdržel výuční list. Podle podmínek, které mu jsou společností pro putování uloženy, nesmí strávit více než tři noci pod jednou střechou a rok se nesmí vrátit na místo jednou navštívené. Jeho neustálý pohyb se tak dostává do souladu s celospolečenským pohybem, který narušuje strnulý život staré společnosti a tím i staré myšlenkové a mravní jistoty.
Hlavní funkci povídek a novel v románu je, aby kontrastem potvrzovaly nutnost a správnost tzv. odříkání. Tímto pojmem Goethe rozumí schopnost jedince zaměřit se na společensky užitečnou činnost a nenechat se od ní odlákat sobeckými touhami, což je předpoklad zařazení jedince do společnosti a tím i nalezení smyslu života. I samotná Společnost věže se mění na spolek odříkajících se, který rozesílá své členy, aby podchytili lidi bez pohybu pro vybudování nového života na americké půdě, nezatížené tradicemi starého světa. S tím souvisí i Goethův rozchod se starou představou všestranného harmonického rozvoje každého jedince, kterou nahrazuje nutností specializace jako jediné užitečné formy existence v novém společenském řádu. Z toho plyne také pravidlo, že členem Společnosti věže se může stát jen ten, kdo prokáže svoje mistrovství v některém oboru užitečné lidské činnosti.
Ačkoliv se v románu vyskytují motivy milostné i politicko-společenské, stěžejní je problematika výchovy a vzdělávání a vztah
mezi Vilémem a jeho synem Felixem. Nejenže je Vilém zavázán Společností věže, aby putoval od místa k místu, setkával se s moudrými lidmi a obohacoval tak své životní zkušenosti, ale navíc on sám hledá nejlepší způsob výchovy pro svého syna Felixe, od kterého se jako pečlivý otec nechce odloučit. Vilémův přítel Lothhario mu jeho obavu, že by v otcově nepřítomnosti dítě neprospívalo, vymlouvá. Vilém nakonec poslechne jeho radu i radu dalších moudrých lidí, se kterými se na svých cestách setká, a dá svého syna do výchovného ústavu nazývaného v románu Pedagogická provincie. V popisu principů tohoto utopického pedagogického ústavu se projevuje Goethův příklon ke kolektivní výchově dětí, které začal dávat přednost po návštěvě ústavu Philippa Emanuela von Fellenberga ve švýcarském Hofwilu, ve kterém byly děti z bohatých rodin vychovávány společně s dětmi chudými.
Výchova v Pedagogické provincii se řídí několika principy. Především je to výchova k trojí úctě, tedy k tomu co je nad námi (k bohu), k tomu, co je pod námi (k zemi, která nám dává obživu) a konečně ke všem členům společenství. Z těchto tří úct vzniká, „nejvyšší úcta, úcta před sebou samým a ony tři úcty se opět vyvíjejí z této, takže člověk dospívá k tomu nejvyššímu, čeho je schopen dosáhnout, že smí sám sebe pokládat za to nejlepší, co vytvořili Bůh a příroda, ba že může setrvávat na této výši, aniž ho ješitnost a sobectví zase strhnou do všednosti“ Druhým charakteristickým rysem výchovy je výchova zpěvem (hudbou), na kterou vše ostatní navazuje. Velká péče se věnuje také výuce jazyků, instrumentální hudbě, výtvarnému umění, poezii i divadlu, a to diferencovaně podle talentu žáků. Za nejvyšší trest je považován zákaz zdravit a projevovat úctu, pak už může následovat pouze vyloučení.
Na konci románu se Vilém setká s Felixem, ze kterého se mezitím stal zdatný mladý muž s ušlechtilým vystupováním. Když jede za svým otcem, zřítí se nešťastnou náhodou i s koněm do řeky. Vilém využije svých lékařských schopností a přivede svého syna zpět k životu, čímž prokáže svou společenskou užitečnost.

## Česká vydání
- Pedagogická provincie, přeložil Otokar Fischer, výňatek z románu obsažený v knize Spříznění volbou a jiné prosy, Praha: František Borový 1932, S. 543-572.
- Viléma Meistera léta tovaryšská aneb Odříkání; Viléma Meistera divadelní poslání, Praha: SNKLU 1961, přeložila Kamila Jiroudková.
- Viléma Meistera léta tovaryšská aneb Odříkání, Praha: Městská knihovna v Praze 2018, přeložila Kamila Jiroudková, elektronická kniha.